# Gilbert Kaenel
 (janvier 2024).
Gilbert Kaenel, dit Auguste, né à Payerne le 17 septembre 1949 et mort à Moudon le 20 février 2020, archéologue, est un directeur de musée vaudois et professeur à l'Université de Genève.

## Biographie
Gilbert Kaenel dirige le Musée cantonal d'archéologie et d'histoire de Lausanne (canton de Vaud) du 1er septembre 1985 au 30 avril 2015. Docteur en archéologie de l'Université de Lausanne, spécialiste de protohistoire, de l'âge du fer, en particulier des Celtes de la période de La Tène, il assume également, de 1976 à 1985, les responsabilités de chargé de cours à l'Université de Berne, ponctuellement à l'Université de Lausanne (1985-1987 et 2001-2002), et de manière continue, entre 1982 et 2015, d'abord en qualité de chargé de cours puis de professeur à l'Université de Genève[source secondaire souhaitée]. En 2009, il est invité en qualité de professeur par le Collège de France, (leçons sur les Helvètes).
Le 20 février 2002, il est nommé officier de l'Ordre des Arts et des Lettres de la République française, puis, le 5 mars 2015, commandeur de ce même ordre. Au moment de prendre sa retraite, il reçoit le Prix de l'Université de Lausanne 2015[source insuffisante]. Pour honorer sa mémoire, la Société académique vaudoise crée, en décembre 2020, le Prix Gilbert Kaenel[source insuffisante].
Comptant parmi les meilleurs spécialistes de la communauté européenne de protohistoire[source secondaire nécessaire], il s'est employé, tout au long de sa carrière, à être une passerelle[source secondaire nécessaire] entre archéologues francophones et germanophones.

## Publications
- Pierre Crotti et Claire Huguenin (textes réunis par Jérôme Bullinger), « De l'âge du Fer à l'usage du verre : mélanges offerts à Gilbert Kaenel, dit "Auguste", à l'occasion de son 65e anniversaire », Cahiers d'archéologie romande, Lausanne, no 151,‎ 2014 (lire en ligne).
- Gilbert Kaenel, L'an - 58 : les Helvètes : archéologie d'un peuple celte, Lausanne (2e édition actualisée), Presses polytechniques et universitaires romandes, 2016, 152 p..
- Laurent Flutsch, Gilbert Kaenel, Frédéric Rossi, Archéologie en terre vaudoise, Gollion, Infolio, 2009, 216 p. (Document du Musée cantonal d’archéologie et d’histoire de Lausanne).
- Denis Ramseyer, Gilbert Kaenel, Béat Arnold, Marc-Antoine Kaeser, Matthieu Honegger, Le site de La Tène : bilan des connaissances - état de la question : actes de la Table ronde internationale de Neuchâtel, 1-3 novembre 2007, Hauterive : Office et Musée cantonal d’archéologie de Neuchâtel, 2009, 274 p. (Archéologie neuchâteloise, 43).
- Gilbert Kaenel, Vincent Serneels, Philippe Curdy, Frédéric Carrard, Louis Chaix, Dominique Chapellier, Michel Mauvilly, Léopold Pflug, L'oppidum du Mont Vully : un bilan des recherches : 1978-2003. Fribourg : Academic Press, Service archéologique de l'État de Fribourg, 2004, 279 p. (Archéologie fribourgeoise ; 20).
- Gilbert Kaenel, Pierre Crotti (éd.), Les lacustres: 150 ans d’archéologie entre Vaud et Fribourg, publiés à l’occasion de l’exposition ‘Les lacustres: 150 ans d’archéologie entre Vaud et Fribourg’, Espace Arlaud, Lausanne et Musée d’art et d’histoire, Fribourg, Lausanne, Musée cantonal d’archéologie et d’histoire, 2004, 20 p. (Document du Musée cantonal d’archéologie et d’histoire de Lausanne).
- Marc-Antoine Kaeser, Gilbert Kaenel, Pierre Crotti, Denis Weidmann, À la recherche du passé vaudois: une longue histoire de l’archéologie, Lausanne, Musée cantonal d’archéologie et d’histoire, 2000, 196 p. (Document du Musée cantonal d’archéologie et d’histoire de Lausanne).
- Gilbert Kaenel, Pierre Crotti, 10000 ans de préhistoire : dix ans de recherches archéologiques en Pays de Vaud : [exposition] Musée cantonal d'archéologie et d'histoire, Lausanne, Palais de Rumine, du 27 avril 1991 au 31 mars 1992, Lausanne : Musée cantonal d'archéologie et d'histoire, 1991, 71 p.
- Gilbert Kaenel, Recherches sur la période de La Tène en Suisse occidentale : analyse des sépultures. Lausanne : Bibliothèque historique vaudoise, 1990, 457 p. (Cahiers d'archéologie romande; 50).